# Mosc (poeta)
Mosc (Moschus, Μόσχος) fou un poeta bucòlic i gramàtic grec nadiu de Siracusa. Va viure al final del segle III aC i segons Suides era amic d'Aristarc. Ell mateix diu que fou deixeble de Bió d'Esmirna. Es coneixen les següents obres de Mosc: Ἔρως δραπέτης., Εὐρωπή, Ἐπιτάφιος Βίωνος i Μεγάρα..